# Clayton College of Natural Health
Clayton College of Natural Health byla americkou nikdy neakreditovanou školou alternativní medicíny ve formě distančního vzdělávání se sídlem v Birminghamu. Byla založena v roce 1980 jako American College of Holistic Nutrition. Škola a někteří její známí absolventi jsou předmětem kontroverzí.

## Historie aakreditace
American College of Holistic Nutrition byla založena v roce 1980 Lloydem Claytonem Jr. V roce 1997 byla přejmenována na Clayton College of Natural Health.
Škola nikdy nedisponovala vzdělávací akreditací, ať už od Ministerstva školství Spojených států amerických nebo organizace Council for Higher Education Accreditation. Některé státní vzdělávací agentury tuto školu výhradně označily jako neakreditovanou. Tituly získané na Clayton College of Natural Health nemusí být akceptovatelné zaměstnavateli nebo institucemi a užívaní takto získaných titulů může být v některých jurisdikcích právně omezeno nebo považováno za protiprávní.

### Uzavření asoudní proces
V roce 2010 Clayton College of Natural Health oznámila na svých webových stránkách, že zastavuje svoji činnost, dávajíc vinu mnoha faktorům, ale především vlivu tehdejšího hospodářského poklesu. V listopadu 2010 byla na školu podána žaloba jménem tisíců studentů, kteří byli zapsáni v již zaplacených vzdělávacích programech. Podle žaloby Clayton College of Natural Health porušila svoji svěřeneckou povinnost a jednala nedbale. Žaloba se domáhala kompenzací za školné zaplacené za vzdělávací programy, které již nebyly vyučované.